# Руне Братсет
Руне Братсет (норв. Rune Bratseth, нар. 19 березня 1961, Тронгейм, Норвегія) — колишній норвезький футболіст, центральний захисник, відомий насамперед виступами за бременський «Вердер» та національну збірну Норвегії. По завершенні ігрової кар'єри — футбольний функціонер, спортивний оглядач.
Лауреат Ювілейної нагороди УЄФА як найвидатніший норвезький футболіст 50-річчя (1954—2003). Чемпіон Норвегії (1985), дворазовий чемпіон Німеччини (1988, 1993), володар Кубка кубків УЄФА (1992).

## Клубна кар'єра
Вихованець футбольної школи нижчолігового клубу «Ніделв» з рідного Тронгейма, до 1982 року виступав у складі команди цього клубу. 1983 року перейшов до головного клубу цього ж міста — «Русенборга», у складі якого відіграв чотири сезони, у тому числі сезон 1985 року, в якому команда здобула «золото» норвезької першості.
Атлетичний захисник привернув увагу скаутів представника німецької Бундесліги клубу «Вердер», і в січні 1987 року Братсет приєднався до бременської команди. Гравець відразу став основним виконавцем у центрі захисту свого нового клубу, дебютувавши 21 лютого 1987 у грі проти «Нюрнберга», першому ж матчі чемпіонату після зимової перерви.
За результатами першого повного сезону у Німеччині (1987–1988) здобув свій перший титул чемпіона країни. За п'ять років, в сезоні 1992-93, став дворазовим чемпіоном Німеччини. До цього, в сезоні 1991-92, допоміг команді вибороти Кубок Кубків УЄФА. Протягом розіграшу цього європейського трофею відіграв у 8 з 9 матчів своєї команди, при цьому відзначившись двома забитими голами.
Усього провів у «Вердері» сім повних сезонів, протягом кар'єри у цьому клубі виходив на поле у 230 матчах чемпіонату, в яких 12 разів відзначався забитими голами. Вже протягом останнього повного сезону, відіграного за «Вердер», стикнувся з проблемами з коліном, нерідко виходячи на поле після уколів знеболюючого. У сезоні 1994-95 провів лише одну гру чемпіонату Німеччини, після якої у віці 34 років вирішив завершити клубну ігрову кар'єру.

## Виступи за збірну
Ще виступаючи у складі «Русенборга», почав викликатися до збірної Норвегії. У складі національної команди дебютував 26 лютого 1986 року у товариській грі проти збірної Гренади.
Кар'єра Братсета у збірній тривала 9 років, з 1986 по 1994 рік. Протягом цього часу норвежці лише одного разу змогли подолати кваліфікацію до провідного міжнародного турніру — 1994 року пробилися до фінальної частини чемпіонату світу, вперше з 1938 року. Під час фінальної частини чемпіонату світу 1994 Братсет, який на той час вже припинив виступи на клубному рівні, був капітаном національної команди та взяв участь в усіх трьох матчах збірної на турнірі. По результатах групового етапу усі чотири команди групи, в якій змагалася Норвегія, набрали по чотири очки, і Норвегія припинила подальшу боротьбу лише через найменшу кількість забитих голів. Саме остання гра норвежців на чемпіонаті світу 1994 року стала останнім матчем активної ігрової кар'єри Братсета.
Усього провів 60 матчів за збірну Норвегії (у тому числі 5 ігор кваліфікаційних турнірів до Олімпійських ігор, які не визнаються ФІФА як офіційні матчі), відзначився 4 забитими голами.
| 1. | 22 лютого 1989 | Афіни, Греція  | Греція  | 4-2 | поразка  | товариська        |
| 2. | 21 травня 1989 | Осло, Норвегія | Кіпр    | 3-1 | перемога | відбір до ЧС 1990 |
| 3. | 5 вересня 1989 | Осло, Норвегія | Франція | 1-1 | нічия    | відбір до ЧС 1990 |
| 4. | 31 жовтня 1990 | Осло, Норвегія | Камерун | 6-1 | перемога | товариська        |

## Подальше життя
По завершенні ігрової кар'єри повернувся до «Русенборга». У клубній структурі обіймав, зокрема, позиції голови правління та генерального директора. В лютому 2007 року залишив клуб, серед причин такого рішення зазначивши надмірний тиск з боку ЗМІ.
Згодом запрошувався як експерт до телевізійних програм футбольної тематики.

## Досягнення та нагороди

### Командні
«Русенборг»:
- Чемпіон Норвегії: 1985

«Вердер»:
- Володар Кубка володарів кубків УЄФА: 1991-92
- Чемпіон Німеччини (2): 1987–88, 1992–93
- Володар Кубка Німеччини (2): 1991, 1994

### Особисті
- Найвидатніший норвезький футболіст 50-річчя (1954—2003)
- Найкращий норвезький футболіст року: 1991, 1992, 1994